# Monoterpenil-difosfatasa
La monoterpenil-difosfatase (EC 3.1.7.3) es una enzima que cataliza la siguiente reacción química:
Por lo tanto los dos sustratos de esta enzima son un monoterpenil fosfato y agua, mientras que sus dos productos son un monoterpenol y difosfato.
Esta enzima pertenece a la familia de las hidrolasas, más específicamente a aquellas hidrolasas que actúan sobre enlaces tipo éster difosfórico. El nombre sistemático de esta clase de enzimas es monoterpenil-difosfato difosfohidrolasa. Otros nombres de uso común incluyen bornil pirofosfato hidrolasa, y 'monoterpenil-pirofosfatasa.  